# Фонтэнн, Линн
Линн Фонтэнн (англ. Lynn Fontanne, урождённая Лилли Луиз Фонтэнн, 6 декабря 1887 — 30 июля 1983) — британская актриса, сделавшая успешную карьеру в США, которая длилась более 40 лет. Ещё на родине ей приписывали создание нового стиля драматической героини, который после повлиял на таких звёзд как Клодетт Кольбер, Мирна Лой и Кэрол Ломбард.
Вместе с мужем, актёром и режиссёром Альфредом Лантом, Фонтэнн была признанной звездой американского театра. В 1964 году они вдвоём были удостоены Президентской медали Свободы из рук президента Линдона Джонсона. В 1970 году Фонтэнн с мужем стала обладательницей специальной премии «Тони». На киноэкранах актриса появилась всего трижды, но тем не менее, роль в фильме «Гвардеец» в 1931 году принесла ей номинацию на «Оскар».
Фонтэнн была одной из тех актрис, кто ревностно скрывают свой истинный возраст. Даже её супруг всю жизнь верил, что старше её на пять лет, хотя на самом деле на эти же пять лет был моложе её. Этот факт актриса всячески отрицала даже после смерти мужа. Несмотря на то, что Линн Фонтэнн прожила в США более 60 лет, она никогда не отказывалась от своего британского гражданства. Многие годы она провела в небольшом городке Дженези-Депот в Висконсине, где в 1983 году скончалась и была похоронена рядом с мужем.

## Награды
- Эмми 1965 — «Лучшая актриса в мини-сериале или фильме» («Зал славы Hallmark»)
- Тони 1970 — «Специальная премия»